# توماس گلد
توماس گلد (آلمانی: Thomas Gold؛ زاده ۲۲ مهٔ ۱۹۲۰ – درگذشته ۲۲ ژوئن ۲۰۰۴) یک اخترفیزیکدان که در زمینه‌های اخترشناسی، زیست‌فیزیک، کیهان‌شناسی، ژئوفیزیک، و مهندسی هوافضا اهل ایالات متحده آمریکا بود.